# Японский дракон

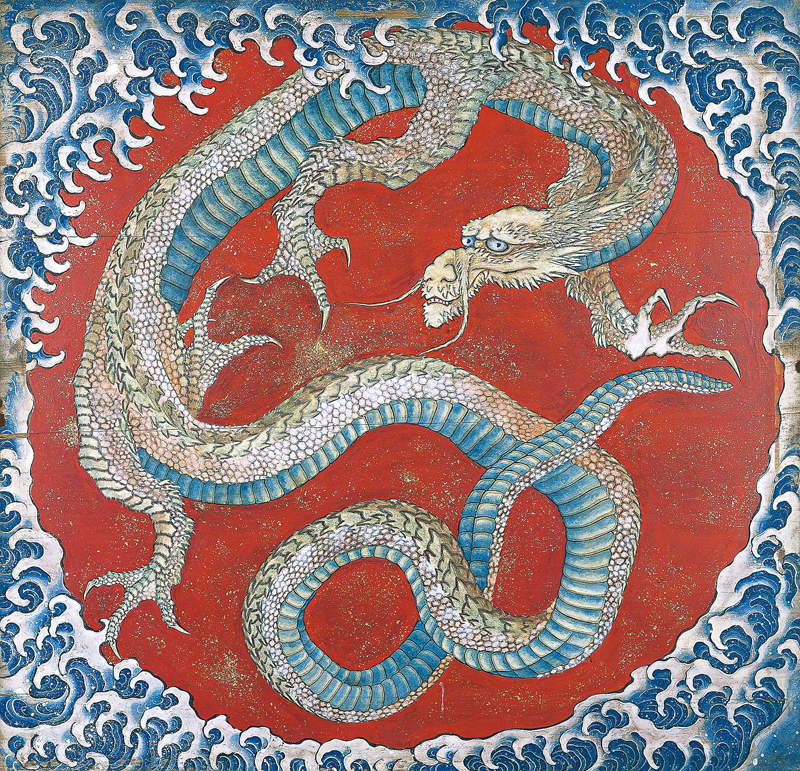
Дракон в изображении Хокусая

Японский дракон (яп. 竜, 龍 рю:, рё:, тацу) — существо из японского фольклора и мифологии. Множество сведений о драконах попали в Японию из китайской мифологии. Заметны и иные влияния, в частности японский дракон имеет и некоторые индийские черты, которые были позаимствованы у буддийских змееподобных существ нагов. Согласно учёному-востоковеду М.В. Де Фиссеру, японцы имели собственные представления о драконах еще до того, как информация о китайских змиях пришла с материка.
В отличие от драконов европейской традиции, японский змий нечасто изображается злокозненным. Он неоднократно выступает как защитник будд и великодушный даритель счастья и богатства.
Чаще всего обитают в водоёмах: океане, реке или озере. Несмотря на привязанность к водяной стихии, такие драконы нередко обладают способностью летать. Зачастую они умеют сокращать или удлинять собственное тело, могут становиться невидимыми и имеют способность перевоплощаться в других существ. Дыхание японских змиев превращается в тучи, из которых может пойти огненный или обычный дождь.
Согласно древнему летописному своду Нихон сёки, в Японии драконов изображали на буддийских храмах уже в VII веке.
В эпоху Эдо, когда столица сёгуната неоднократно горела, дракон был частым героем на татуировках столичных пожарных. Считалось, что из-за своей связи с водяной стихией змий имеет способность защищать от огня.
Как в Китае, так и в Японии драконы связаны с императорским родом. Считается, что первый японский государь Дзимму является потомком бога-дракона.

## Внешний вид

### Общее описание
Японский дракон напоминает химеру — зачастую он имеет верблюжью голову, змеиное тело, шею игуаны, оленьи рога, заячьи глаза, уши быка, чешую карпа, лапы тигра и орлиные когти. Нередко змий зажимает в лапах некую сферу, которая, вполне возможно, является либо просто яшмой, либо пламенеющей жемчужиной (яп. 寳珠 хо:дзю). На голове у дракона есть специальная шишка, благодаря который он может летать без крыльев. Кроме того, нередкими его атрибутами являются усы и драгоценный камень, запрятанный под подбородком. Далеко не каждый дракон соответствует такому описанию. Так, к примеру, головы большинства драконов не имеют аналогов в царстве животных. Большинство перечисленных атрибутов встречаются и у китайских драконов, но от японских их отличает количество когтей и более крупное тело.

### Количество когтей
Японские драконы зачастую имеют только три когтя, когда китайские изображаются с четырьмя или пятью. Существует два мифологических объяснения этому явлению.
Первое гласит, что драконы впервые появились в Китае, но проживают во многих странах синосферы. Чем дальше от Китая проживает дракон, тем меньше у него когтей. Иными словами, если бы эти существа жили еще дальше Японии, то они могли бы вовсе остаться без когтей.
Согласно второму объяснению, драконы происходят из Японии. Чем дальше бы они отдалялись от Японии, тем больше бы когтей у них вырастало, от чего драконы просто не смогли бы передвигаться по земле.

## Дракон в четырёх зодиакальных знаках

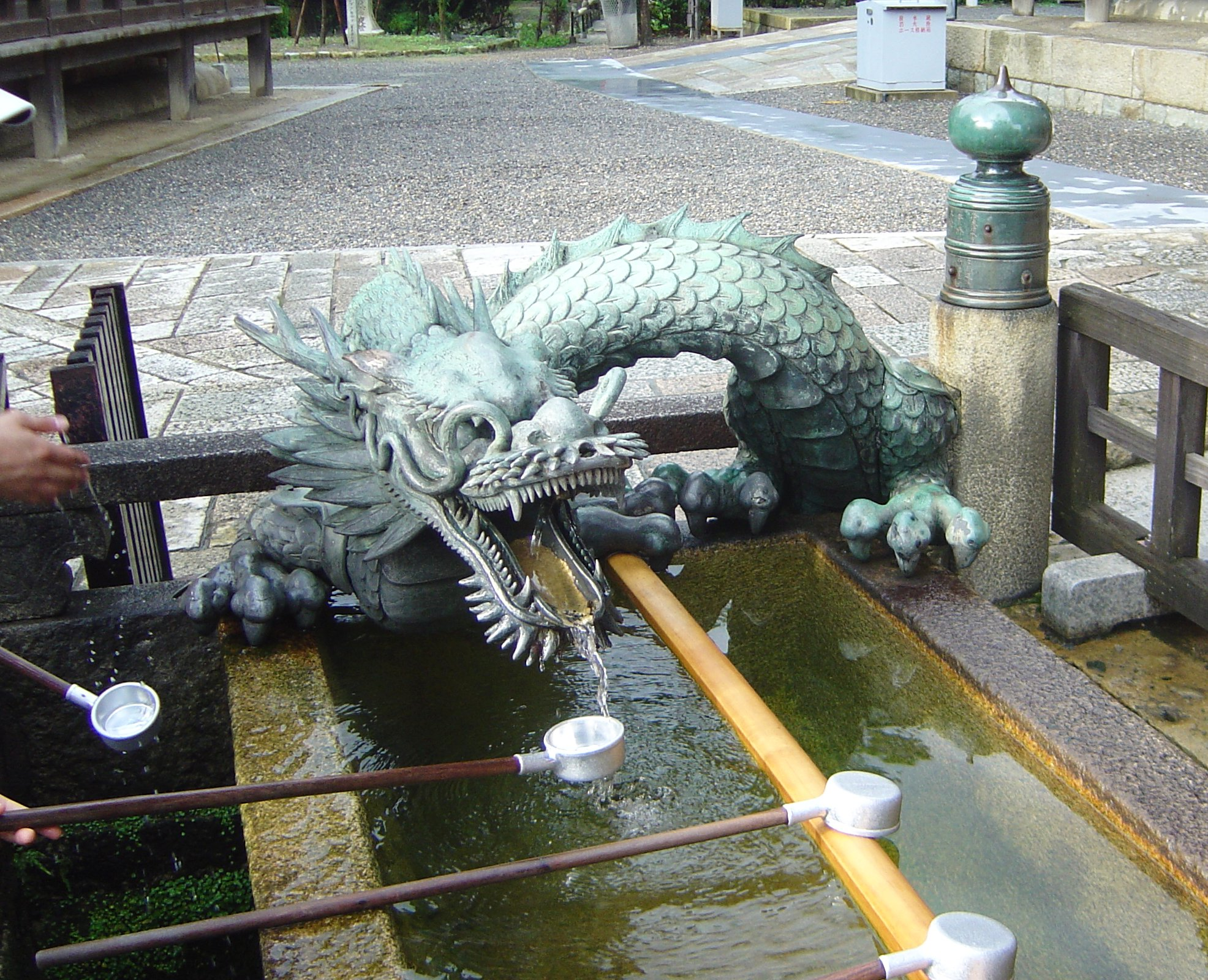
Статуя лазоревого дракона в храме Киёмидзу в Киото (бывший Хэйан-кё)

Как в китайской, так и в японской мифологиях дракон является одним из четырёх охранителей географических направлений.
Алая птица Судзаку (яп. 朱雀) покровительствует югу, лазоревый дракон Сэйрю (яп. 青龍 сэйрю:) востоку, чёрная черепаха Гэмбу (яп. 玄武) северу, белый тигр Бякко (яп. 白虎) западу.
Одни из самых ранних (VII—VIII в.) изображений лазоревого дракона в Японии встречается на внутренних стенах курганов Китора и Такамацудзука.
В эпоху Хэйан считалось, что дракон Сэйрю защищает Хэйан-кё, столицу государства, с востока. Согласно учению оммёдо, дракон Сэйрю связан с текущей водой. Это означает, что если закладывать город таким образом, что с восточной стороны будет река, то лазоревый змий непременно явит себя как защитник поселения. Столица Японии того времени попадала под этот критерий — на востоке от города находилась река Камо. Тем не менее, весьма вероятно, что этот критерий был выдуман после успешного завершения строительства города.
Дракон имеет сложную систему отношений с алой птицей. Так, несмотря на то, что Сэйрю и Судзаку считаются соперниками, их часто можно заметить вместе на предметах изобразительного искусства. Помимо этого, оба существа представляют собой элемент Ян. Соперничество этих двух охранителей выражается в том, что лазоревый дракон представляет элемент дерева, когда алая птица связана со стихией огня. Несмотря на то, что Ян ассоциируется с мужским началом, представителем рода мужского является только дракон Сэйрю, когда птица Судзаку соответствует женскому. Таким образом они являют собой одновременно и соперников, и супружескую пару.
Не менее часто в паре с драконом изображается и тигр. Такой мотив называется рюко (яп. 龍虎 рю:ко, «дракон и тигр»/ идиом. «двое могучих соперников»). Неоднократно эта двоица встречается в живописи тушью суми-э (яп. 墨絵). Помимо этого, нередко дракона с тигром можно было увидеть на ширмах бёбу и раздвижных стенах фусума в дзэнских храмах периода Муромати.

## Связь драконов с японским императорским домом
Согласно мифам из Нихон сёки и Кодзики, правнук богини солнца Аматэрасу по имени Хори-но Микото (яп. 火遠理命 Хо:ри-но Микото) вступил в брак с принцессой Тоётама, дочерью водяного дракона Ватацуми-но Ками. Считается, что «Ватацуми-но Ками» является еще одним именем бога-дракона Рюдзина. Три года Хори жил со своей женой в подводном царстве, но заскучал по своей родине. Внук солнечной богини решил вернуться на поверхность, но обнаружил, что Тоётама-химэ забеременела. У принцессы родились четыре ребенка, один из которых (Угаяфукиаэдзу-но Микото) стал отцом Камуямато-Иварэбико (яп. 神日本磐余彦), ныне известного как Дзимму Тэнно, первого императора Японии.
Меч Тоцука-но Цуруги, добытый божеством Сусаноо, братом солнечной богини Аматэрасу, из хвоста змия Ямата-но Ороти, стал одной из трёх императорских регалий.
Как к китайским, так и к японским императорам прилагали эпитет «драконоликий». В официальных ситуациях лица японских государей закрывали бамбуковым занавесом — смотреть на монарший облик было строго запрещено. Более того, считалось, что у некоторых императоров был драконий хвост. Чаще всего такой атрибут приписывается государю Одзину, который был деифицирован как Хатиман.

## Классификации драконов

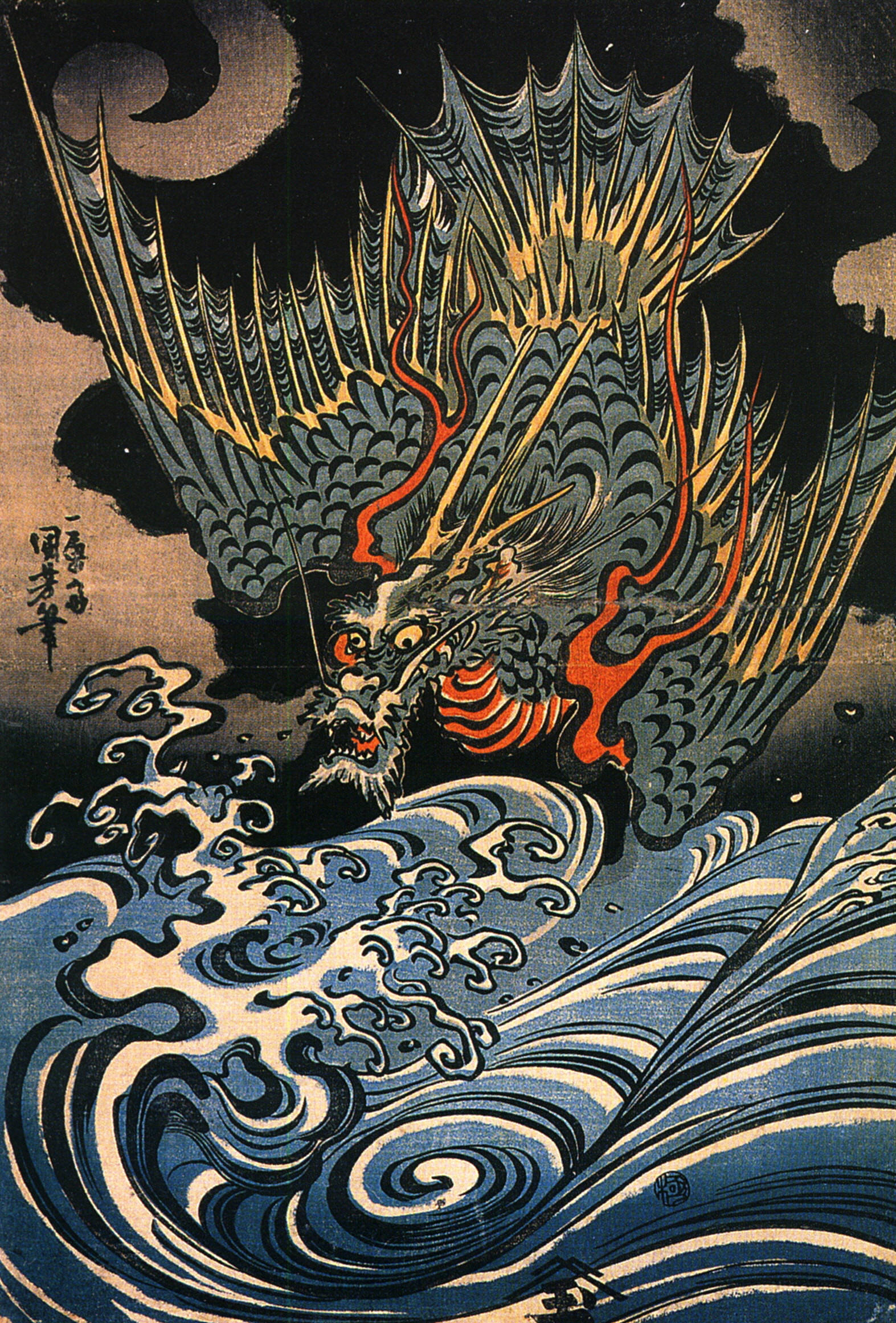
Крылатый дракон на гравюре Утагавы Куниёси

В Японии нередко использовались устоявшиеся китайские классификации драконов. В буддийском словаре Буккё ироха дзитэн (яп. 仏教伊呂波辞典, «словарь основ буддизма») встречаются следующие виды змиев:
1. Чешуйчатый (яп. 蛟龍 ко:рю:)
2. С крыльями (яп. 応龍 о:рю:)
3. С рогом (яп. 虬龍 кю:рю:)
4. Без рогов (яп. 螭龍 ти:рю:)
5. Свившийся дракон (яп. 蟠龍 ханрю:), который еще не поднялся на небеса

В этой же статье буддийского словаря даются иные пять классов драконов: драконы-вороны, драконы-змеи, драконы-жабы, драконы-лошади и драконы-рыбы.
Согласно японским верованиям, ящерицы (яп. 蜥蜴 токагэ) тоже считаются драконами, которые рождаются в горах между камней. Они обладают сверхъестественными свойствами, в частности способностью вызывать град своим дыханием. Если обратится к ящерице с молитвой, то она может даровать дождь.

## Известные японские драконы

### Рюдзин

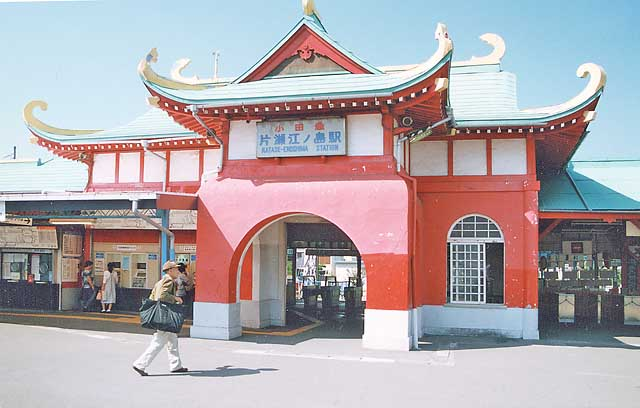
Станция Катасэ-эносима, спроектированная в виде ворот во дворец Рюдзина

Считается, что Рюдзин (яп. 龍神 Рю:дзин, «бог-дракон») является одним из божественных предков японского императорского дома. Чаще всего ассоциируется с водяной стихией. Он обладает своим собственным подводным дворцом из белых и красных кораллов, который полон сокровищ и охраняется другими драконами. Рыба и прочие подводные животные служат богу-дракону в качестве вассалов. Посланником Рюдзина считается черепаха Гэмбу. Иногда в качестве черепахи выступает дочь змия, принцесса Тоётама-химэ.
Рюдзин фигурирует во множестве сюжетов, к примеру в сказке про Урасиму Таро, сказании о завоевании Кореи императрицей Дзингу, историях про известного японского монаха Кукая и многих других.
Существует особый набор верований, который называется Рюдзин синко (яп. 龍神信仰 Рю:дзин синко:, «вера в бога-дракона»). Практики Рюдзин синко это, как правило, молитвы Рюдзину о дожде, спокойном море или обильном улове.

### Ямата-но Ороти
Восьмихвостый и восьмиглавый змий из мифов Нихон сёки и Кодзики. Согласно мифологическим сводам, дракон терроризировал божеств-супругов Асинадзути и Тэнадзути, которые должны были приносить ему в жертву своих дочерей. Бог Сусаноо-но Микото пришел божествам на помощь — обманным путём он сильно опьянил змия и разрубил его на куски.

### Дракон рода Ходзё

Камон дома Ходзё —

Согласно легенде, известный государственный деятель Ходзё Токимаса отправился на остров Эносима, чтобы отыскать дракона. Отыскав змия в пещере, он помолился о благополучии дома Ходзё. В качестве знака обещания дракон оставил три своих чешуйки, которые впоследствии стали изображать на гербе рода Ходзё.

### Восемь великих драконьих царей

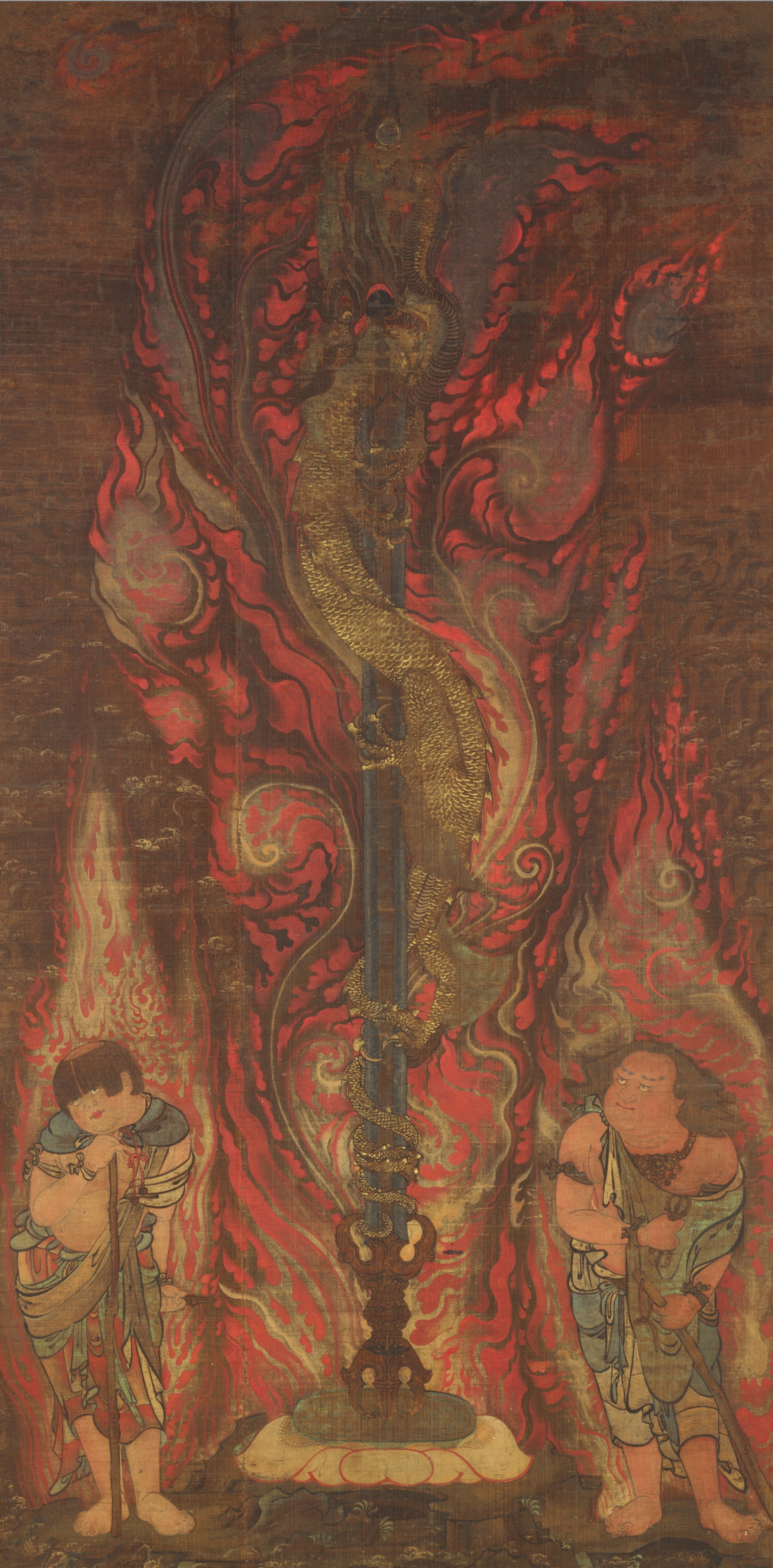
Курикара обвивает меч курикаракэн своим телом. Экспонат национального музея Нары

Восемь великих царей-драконов (яп. 八大竜王 хатидай рю:о:) — змии буддийского происхождения. Впервые встречаются в Лотосовой сутре. Как и многие другие драконы японской мифологии, проживают на дне океана. Согласно сутре морского царя-дракона (яп. 海龍王経 кайрю:о:кё:), драконьих царей часто съедают птицечеловеки Карура, их кровные враги. Нередко вместо всей восьмёрки царей выступает один дракон, которого именуют Нанда (яп. 難陀).

### Курикара
Курикара (яп. 倶利迦羅) — дракон буддийского происхождения. Иногда причисляется к восьми драконьим царям. В школах эзотерического буддизма тэндай и сингон Курикара считается ипостасью божества Фудо-мёо. Чаще всего изображается как покрытый пламенем дракон (иногда как змея), обвивающийся вокруг меча с прямым клинком. Рот змия открыт так, что он готов заглотить все оружие целиком. Меч, обвитый змием, называют курикара-кэн (яп. 倶利迦羅剣, «меч Курикары»).
Существует несколько мифологических объяснений такому необычному образу змия. Одно гласит, что сам Курикара — это веревка, которую держит Фудо-мёо в левой руке, а обоюдоострый меч на самом деле оружие этого божества, которое он обычно держит в правой руке. Согласно иному изводу предания, Фудо-мёо спорил с неким противником учения Будды. Оппонент божества обратился в меч, когда сам Фудо обернулся драконом и набросился на оружие. Успешно схватив и обездвижив, он стал пожирать своего соперника — чем и доказал превосходство учения Будды.

### Дракон богини Бэндзайтэн
Богиня Бэндзайтэн нередко изображается верхом на драконе. В летописи о храмах острова Эносима, которая известна как Эносима энги, присутствует история об этой богине и её встречи с драконом, который пожирал детей деревни Косигоэ. Бэндзайтэн решила остановить злодеяния змия. Сначала она отыскала пещеру, в которой он жил, а потом устроила там землетрясение. Затем Бэндзайтэн спустилась с небес к дракону и вышла за него замуж. Оказав на змия благое влияние, она сменила его злобный нрав на доброжелательный — дракон более не желал пожирать детей.

## Этимология
Существует мнение, что японское слово рю (яп. 竜,龍 рю:, дракон) происходит от одного из названий окинавского архипелага — Рюкю (яп. 琉球). Согласно традиции, дворец японского бога-дракона (яп. 竜神 рю:дзин) находится где-то под водой у рюкюских островов. Сам же дворец называется рюгю (яп. 竜宮 рю:гю:), что очень похоже на название архипелага. Стоит учитывать, что на Окинаве куда больше мотивов с изображение драконов в живописи и архитектуре, чем в Китае и остальной Японии. Не исключено, что это повлияло на ассоциирование островов Рюкю с драконами.